# Toshiko Kowada
Toshiko Kowada (en japonais : 小和田敏子, née en 1949) est une pongiste japonaise. Elle a remporté plusieurs médailles mondiales dont deux titres, un en simple en 1969 et un par équipes en 1971 et deux médailles de bronze en 1969 en double mixte et par équipes. Elle remporte aussi le titre asiatique en simple en 1970.